# Gustave Kavanagh
Gustave Kavanagh, ou encore Gustave Dillon-Kavanagh de Fertagh, né le 13 janvier 1849 à Pleine-Fougères en Ille-et-Vilaine et mort le 5 septembre 1924 à Saint-Jean-le-Thomas, est un journaliste français, directeur et rédacteur en chef de journal.

## Biographie

### Origine
Il descend d'une famille noble irlandaise venue en France sous Jacques II. Il est indiqué par plusieurs sources qu'il pouvait authentiquement se réclamer du titre de baron du Fertagh.
Son fils est l'escrimeur Georges Dillon-Kavanagh. Sa fille Jeanne Marguerite Kavanagh épouse Louis Émile Ferré le 27 octobre 1888, à Laval dans le département de la Mayenne.
Il était le petit-neveu de Arthur Richard Dillon. Le père de M. Kavanagh avait deux sœurs qui habitaient en Ille-et-Vilaine. il entendit souvent, dans son enfance, ses deux tantes parler de leur oncle, l’archevêque. Son épouse Joanna Reusens (1834-1934) est la nièce du défunt chanoine Reusens, qui fut professeur d’archéologie à l'Université de Louvain et auteur de plusieurs travaux historiques.

### Journaliste
Il effectue ses études au Lycée d’Alençon. Après ses études, il entre au ministère des Finances au service des Poudres et Salpêtres. Il en démissionnait bientôt pour devenir journaliste de tendance républicaine.

### Communard
Il débute en 1869 à La Libre Pensée comme journaliste. Le journal est interdit par Théodore Grandperret pour un article de Gustave Maroteau.
Lors de la Guerre franco-allemande de 1870, bien qu'exempté comme fils de veuve, il s’engage.
Puis, il est rédacteur au journal de Louis Blanqui : La Patrie en danger (7 septembre-8 décembre 1870), puis, pendant la Commune de Paris, au Salut public de Gustave Maroteau, qui parut du 16 mai (27 Floréal) au 23 mai 1871 (4 Prairial an 79).

### Le Gard et Paris
Peu de temps après, il prend la rédaction en chef du Gard républicain, à Nîmes et il continue, dans cette région où les luttes politiques étaient alors passionnées sa propagande démocratique. Le journal succombe sous les amendes. Un autre lui succéde, L'Union républicaine du Midi de 1871 à 1875, dont il est encore le rédacteur en chef. Le journal ne tarde pas à avoir le même sort que son devancier.
Kavanagh vient à Paris. Il rentre comme rédacteur au Bien public, puis aux Droits de l'homme, deux journaux qui venaient d'être achetés par Émile-Justin Menier où il va côtoyer deux journalistes qui deviendront hommes d’État avec lesquels il collabore : Yves Guyot et Paul Strauss.

### La Mayenne
En 1878, il est appelé à Laval où le parti Républicain, jusqu’ici sans organe, fondait le journal L'Avenir de la Mayenne. Dans un département, forteresse du parti conservateur, il s’agissait d’amener à la République des populations auxquelles on représentait le nouveau régime comme une calamité. Il fallait à la fois persuader et combattre.
En 1889, il quitte le journal républicain, et fonde avec Louis Bretonnière L'Avenir National, qu’il dirigea vers une tendance boulangiste.
En 1899, il remplace sur la demande de Gustave Denis Mittre-Deslandelles, lorsque L'Avenir National est absorbé par L'Avenir de la Mayenne. Contrairement à son prédécesseur anticlérical, il se montrera bienveillant à l'égard de Pierre Geay, évêque de Laval et respectueux de la religion.
Pendant près d'un demi-siècle, il est en Mayenne le pionnier de l’idée républicaine.
Il était officier de l'Instruction publique, titulaire de la médaille de 1870 avec barrette d’engagé volontaire et de la médaille d’argent de la Mutualité. Il était, depuis la fin du XIXe siècle, membre du comité de l'Association de la presse républicaine départementale de France et sociétaire de l' Association professionnelle des journalistes républicains.

## Sources
- L’Avenir de la Mayenne, 14 septembre 1924